# Cortusa brotheri
Cortusa brotheri är en viveväxtart som beskrevs av Ferdinand Albin Pax och Vladimir Ippolitovich Lipsky. Cortusa brotheri ingår i släktet Cortusa, och familjen viveväxter. Inga underarter finns listade i Catalogue of Life.